# Rawi
Rawi is een bestuurslaag in het regentschap Lampung Selatan van de provincie Lampung, Indonesië. Rawi telt 1852 inwoners (volkstelling 2010).